# عبد الفتاح جبارة
عبد الفتاح محمد أديب جبارة هو ممثل أردني. له ما يزيد عن 100 عمل تلفزيوني.

## حياته
وُلد الفنان عبد الفتاح محمد أديب جبارة في مدينة يافا - فلسطين عام 1940 لأسرة كبيرة في عدد أفرادها والميسورة مادياً آنذاك، وينتسب في أصوله لقبيلة أبو جبارة العريقة في جميع مدن وقرى فلسطين والتي تنتشر هذه العائلة وتمتد بشكل واضح المعالم خصوصاً في اليمن ومصر وسوريا ولبنان والأردن ودول الخليج العربي وليبيا وجميع هذه العائلة أينما وُجدت تنتمي لأصل واحد للجد الأول جبارة وهو من المحدثين التابعين في تعز في اليمن والذي عاش في القرن الثاني الهجري هناك ويوجد وادي باسم هذه القبيلة " وادي أبو جبارة "على الحدود بين اليمن والحجاز ومنها انتشروا في أنحاء المعمورة.
كانت أسرته يقطنون حي العجمي وهو من الأحياء الراقية في مدينة يافا الفلسطينية ودخل مدارسها هناك قبل الهجرة القسرية للشعب الفلسطيني بشكل جماعي عام 1948 من بلادهم والتوجه إلى الأردن والاستقرار فيه منذ ذلك التاريخ حالهم حال أكثر من نصف مليون فلسطيني هاجروا من فلسطين إلى الأردن غير عشرات الآلاف الذين هاجروا من شمال فلسطين لكل من سوريا ولبنان وكذلك منهم من هاجر من جنوب فلسطين إلى قطاع غزة على أمل العودة ولا زال الفلسطينيون ينتظرون.

## مسيرته الفنية
1. أول ظهور له في عالم السينما كان عام 1960 في فيلم المراهقات بطولة الفنانة المصرية ماجدة الصباحي والتي اشتهرت في ذلك الوقت في فيلمها الرائع جمـيلـة عن قصة المناضلة الجزائرية جميلة بو حريد ..وقد قامت الفنانة ماجدة وهي منتجة الفيلم باختيار عبد الفتاح جبارة كوجه جديد آنذاك لدور ثانوي صغير في فيلمها المراهقات لفت فيه النظر اليه المخرج المصري الراحل حسن الامام ولكن ظروفاً شخصية منعت الفنان عبد الفتاح جبارة من البقاء في مصر آنذاك فضاعت عليه أثمن فرصة ذهبية يمكن تخيلها في عالم السينما العربية.
2. هنالك تجربة هامة غفل عنها أرشيف الفن الأردني لعقود عديدة للمثل الراحل عبد الفتاح جبارة وهو دوره الجميل في أول فيلم أردني عُرض على الشاشة عام 1962 وهو الفيلم التسجيلي الصامت (وطني حبيبي ) للمخرج الأردني الرائد عبد الله كعوش، ويروي عن حقبة من الصراع العربي الإسرائيلي. في فلسطين وقد مثل فيه الفنان الراحل عبد الفتاح جبارة دور مناضل يستشهد في صدام عسكري مع القوات الإسرائيلية.
3. هنالك مساهمات غزيرة جداً للفنان في الإذاعة الأردنية عبر مسلسلات وبرامج مختلفة منها الأرشادي، ومنها الاجتماعي، ومنها الديني، وقد ساهمت أعماله في إثراء المكتبة الفنية للإذاعة الأردنية وكذلك للتلفزيون الأردني في بدايات البث التفزيوني منذ العام 1968.

## أعماله
- الخنساء عام 1978
- عروة بن الورد عام 1978
- الفاتح عام 1980
- الكتابة على لحم يحترق عام 1983
- قاضي المودة الجزء الأول عام 1998
- قاضي المودة الجزء الثاني عام 1999
- الأخدود عام 2000

## روابط خارجية
- عبد الفتاح جبارة على موقع قاعدة بيانات الأفلام العربية